# 999 Lekka Dywizja Afrykańska
999 Lekka Dywizja Afrykańska (niem. 999. leichte Afrika-Division) – jedna z niemieckich dywizji z okresu II wojny światowej. 
Utworzona 2 lutego 1943 roku z przekształcenia 999 Brygady Afrykańskiej. Była to jednostka karna, w której służyli więźniowie polityczni (35%) i kryminaliści (65%). W marcu dwa pułki strzelców (961. i 962.), pułk artylerii oraz część oddziałów dywizyjnych przerzucono do Tunezji, gdzie walczyły w ramach Grupy Armii Afryka. W maju 1943 r., oddziały te w całości dostały się do niewoli. Pozostała część dywizji została użyta w Grecji do stworzenia oddziałów fortecznych i Dywizji Szturmowej Rodos.

## Skład
(uwaga! tylko część z pododdziałów dywizji walczyła w Afryce, reszta stacjonowała w Grecji)
- 961 Zmotoryzowany Pułk Strzelców (afrykański)
- 962 Zmotoryzowany Pułk Strzelców (afrykański)
- 963 Zmotoryzowany Pułk Strzelców (afrykański)
- 999 Zmotoryzowana Kompania Niszczycieli Czołgów
- 999 Zmotoryzowany Pułk Artylerii
- 999 Zmotoryzowany Batalion Pionierów
- 999 Zmotoryzowany Batalion Rozpoznawczy
- 999 Zmotoryzowany Oddział Meteorologiczny
- 999 Zmotoryzowana Kompania Warsztatowa
- 999 Zmotoryzowana Kompania Odkażająca
- 999 Zmotoryzowany Batalion Łączności
- 999 Zmotoryzowana Kompania Rzeźnicza
- 999 Zmotoryzowana Kompania Piekarska
- zmotoryzowany oddział zaopatrzeniowy
- 999 Zmotoryzowana Kompania Sanitarna
- 999 Zmotoryzowany Pluton Pojazdów Ratownictwa Medycznego
- 999 Zmotoryzowana Kompania Weterynaryjna
- 999 Zmotoryzowany Oddział Żandarmerii Polowej
- 999 Zmotoryzowany Urząd Poczty Polowej

## Dowódcy dywizji
- marzec – początek kwietnia 1943 – generał porucznik Kurt Thomas
- kwiecień – maj 1943 – pułkownik Günther Baade